# Karol Benni

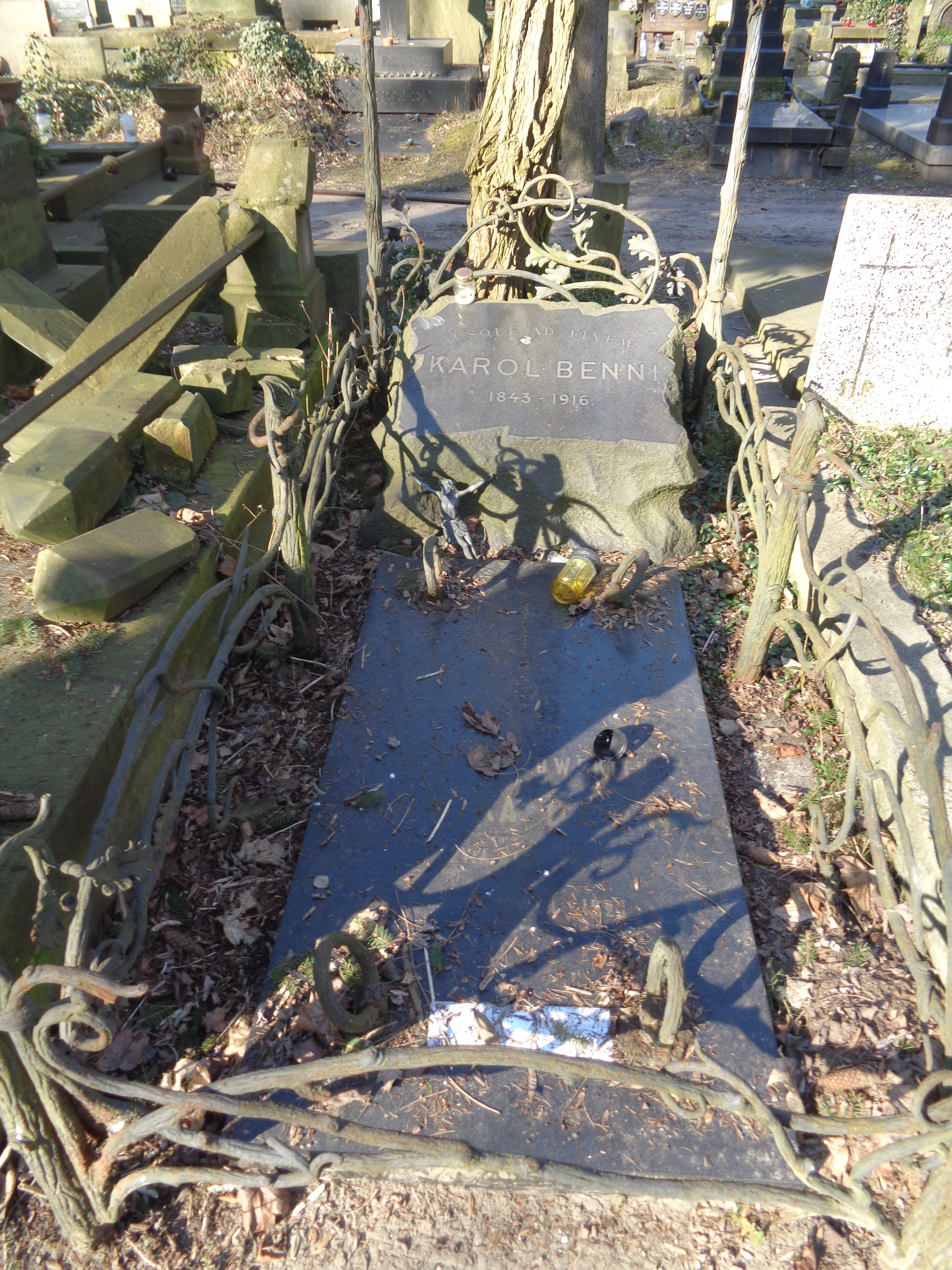
Nagrobek Karola Benniego na cmentarzu Powązkowskim

Karol Abraham Henryk Benni (ur. 31 marca 1843 w Tomaszowie Mazowieckim, zm. 20 lutego 1916 w Warszawie) – polski lekarz laryngolog; działacz społeczny i gospodarczy; krzewiciel kultury i sztuki; wieloletni ordynator oddziału chirurgicznego w Szpitalu Dzieciątka Jezus w Warszawie; współzałożyciel i pierwszy redaktor czasopisma „Medycyna”. 

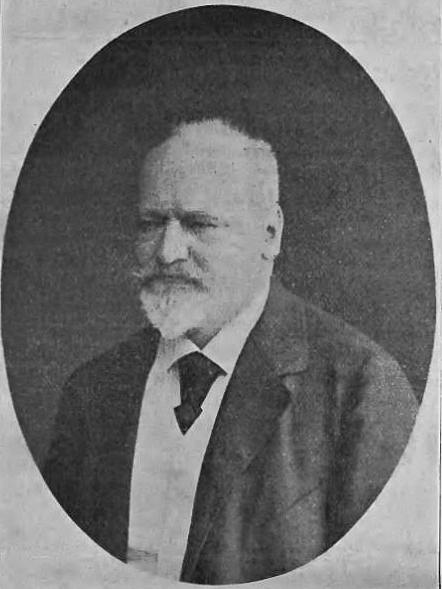
Karol Benni (przed 1906)

## Rodzina
Był synem tomaszowskiego pastora luterańskiego Jana Jakuba Benniego (1800-1863) i Angielki Marii Anny White (1800-1874). Miał dwie starsze siostry i dwóch starszych braci Hermana (1834-1900) i Artura Wilhelma (1839-1867). Wychowywał się w rodzinnym mieście pod opieką rodziców. 
W roku 1869 poślubił Ludwikę Szepietowską (1848–po 1919), małżeństwo było bezdzietne.

## Edukacja
Edukację odbierał w rodzinnym domu pod kierunkiem ojca i matki. Następnie ukończył gimnazjum w Piotrkowie Trybunalskim. W roku 1860 wyjechał na studia medyczne do Paryża. Dyplom lekarski uzyskał w 1865 w wieku 22 lat. Przez dwa lata praktykował jako asystent w klinice Charcot w Salpêtrière. W roku 1867 uzyskał tytuł doktora medycyny i chirurgii na podstawie dysertacji "Recherches sur quelques points de la gangrène spontanée (Accidents inopexiques et endartérite hypertrophique)" (Paris 1867, s. 135), za którą od Wydziału Lekarskiego Paryskiego otrzymał 18 sierpnia 1868 roku mention honorable. W roku 1867 powrócił do kraju i niebawem nostryfikował dyplom w Akademii Wojskowo-Medycznej w Sankt Petersburgu (1868). 

## Powstanie styczniowe
Na wieść o ciężkiej chorobie ojca (który zmarł 23 stycznia 1863) powrócił przez Pragę do kraju, wioząc tajne pisma działaczy emigracyjnych do dowódców powstania styczniowego. Uczestniczył w powstaniu styczniowym. Służył prawdopodobnie pod rozkazami gen. Mariana Langiewicza, choć szczegóły jego działalności nie są znane (według E. Szulca, "w archiwum Muzeum Wojska Polskiego zachowała się wykonana w 1864 w Paryżu zbiorowa fotografia uczestników powstania styczniowego, wśród których widzimy Karola Benniego"). Uniknął aresztowania i już w lipcu 1863 powrócił do Francji. Brał czynny udział w życiu emigracji i pracach Komitetu Paryskiego (kwiecień-maj 1864) pod ps. "Henryk Wilk". Uczestniczył w zjeździe międzynarodowej konspiracji demokratycznej w Zagrzebiu (1864). 

## Praktyka lekarska
Początkowo pracował jako asystent w klinice chirurgicznej Szkoły Głównej Warszawskiej (1868-1871) u Hipolita Korzeniowskiego, później na rosyjskim Cesarskim Uniwersytecie Warszawskim (1871-1880). Publikował prace naukowe i komunikaty medyczne w czasopismach lekarskich "Klinika", "Medycyna", "Pamiętnik Towarzystwa Lekarskiego Warszawskiego". Od 1870 był członkiem Towarzystwa Lekarskiego Warszawskiego.
W latach 1871–80 prowadził jako ordynator oddział chirurgiczny w Szpitalu Dzieciątka Jezus (w zastępstwie Korzeniowskiego), potem (od 1876) oddział kobiecy. Często podróżował po Europie Zachodniej, zwłaszcza do Francji, gdzie kontaktował się z emigracją polską i utrzymywał kontakty medyczne, m.in. Bouchardem. W 1873 wspólnie z drem Jakubem Rogowiczem założył tygodnik "Medycyna" i przez pierwsze lata (do 1876) był redaktorem naczelnym tego czasopisma. W 1877 wyjechał do Stanów Zjednoczonych, aby odwiedzić Polonię amerykańską i poznać zagadnienia kobiecej praktyki lekarskiej (w Ameryce dopuszczono kobiety na studia lekarskie i zagwarantowano im możliwości pracy w zawodzie). Na podstawie swoich obserwacji uznał, że lekarki mogą być szczególnie pożyteczne w pediatrii i ginekologii, a swoje doświadczenia przekazał polskiemu środowisku lekarskiemu w cyklu wykładów pt. "Kobieta-lekarz" (1877). W 1878 zainicjował projekt powołania diakonis, czyli zakonnych pielęgniarek przy Zborze Ewangelicko-Augsburskim. Dzięki temu pojawiła się stała opieka pielęgniarska w Szpitalu Ewangelickim w Warszawie.
W 1880 wyjechał do Wiednia, gdzie w klinice Politzera uzyskał specjalizację w zakresie chorób nosa, uszu i gardła (otiatrii). Po powrocie do Warszawy szybko zdobył sławę jako specjalista laryngolog. Pracował w tym charakterze w I Lecznicy dla Przychodzących Chorych, ponadto jako lekarz w fabryce Lilpopa, Raua i Loewensteina. Od 1882 był konsultantem-otiatrią amerykańskiego towarzystwa ubezpieczeniowego "New-York", dzięki czemu objeździł europejską część Rosji wraz z Kaukazem. W 1894 otworzył własną lecznicę przy ul. Brackiej 20 pod nazwą "Zakład Leczniczy dla Chorych na uszy D-rów K. Benni i L. Guranowski", ale Benni przyjmował tam pacjentów tylko od października do maja (w pozostałych miesiącach zastępował go wspólnik). Latem (od czerwca do września) prowadził Benni praktykę w Nałęczowie, gdzie wykupił pensjonat „Podgórze” i przejął znaczne udziały w tamtejszym Zakładzie Leczniczym. W pensjonacie Benniego przebywali znakomici goście, np. mieszkali tu jako letnicy: Jadwiga Łuszczewska (Deotyma), Jan i Mieczysław Karłowiczowie, Antoni Odyniec, Henryk Sienkiewicz, stołował się tu Bolesław Prus.
Benni brał czynny udział w licznych międzynarodowych zjazdach laryngologów, a ponieważ biegle władał pięcioma językami – niemieckim, angielskim, francuskim, włoskim i rosyjskim – często był obierany sekretarzem. Stał się specjalistą cenionym nie tylko przez pacjentów, ale też świat lekarski. Prof. Politzer z Wiednia zadedykował mu i trzem innym laryngologom światowej sławy swój podręcznik otiatrii. Bouchard, redaktor monumentalnego opracowania "Traité de pathologie générale", zamówił u Benniego rozdział dotyczący semiotyki narządu słuchowego ("Sémiologie de l’appareil auditif", tamże, t. VI, Paryż 1897, s. 392-421). Kiedy w 1903 cesarz Mikołaj II Romanow przebywał z rodziną w Skierniewicach, do chorej cesarzowej Aleksandry Fiodorowny wezwano Karola Benniego.

## Działalność społeczna, kulturalna, gospodarcza
Oprócz sławy medycznej zdobył B. powszechny szacunek i miano niepospolitego człowieka na polu działalności społecznej, gospodarczej i kulturalnej. Już około 1870 roku organizował wraz z drem Stanisławem Kronenbergiem samopomoc dla rodzin powstańców styczniowych, a potem dla samych zesłańców powracających z Rosji do kraju. Dzięki pomocy Benniego otrzymywali oni bezpłatną opiekę lekarską, wsparcie finansowe i wydatną pomoc w zdobywaniu stałej pracy.
Przez 41 lat (od 1873 do 1914) organizował w swym salonie co dwa tygodnie od października do maja tzw. "piątki", na których gromadziła się elita intelektualna Warszawy, a także wybitne osobistości z Polski (włączając w to Galicję, Wielkopolskę i Litwę), przedstawiciele świata literackiego, naukowego, finansowego i politycznego. Stałymi bywalcami na tych spotkaniach byli m.in. Władysław Bogusławski, Zygmunt Gloger, Dionizy Henkiel, Aleksander Jabłonowski, Ludwik Krzywicki, Antoni Pietkiewicz, Henryk Sienkiewicz, Józef Weyssenhoff. Spotkania odbywały się w domu Benniego przy ul. Brackiej 16, potem (od 1903) przy Alejach Jerozolimskich 66. Na spotkaniach omawiano sprawy kultury i ekonomii, dyskutowano o sprawach politycznych i społecznych. "Piątki" u Benniego nazywano "parlamentem warszawskim", gdyż zrodziły się tu liczne akcje kulturalne i społeczne. Od 1905 członek Towarzystwa Kursów Naukowych w Warszawie.
Jako działacz społeczny zainicjował lub podjął wiele cennych działań począwszy od organizacji kolonii dziecięcych, a skończywszy na stworzeniu Muzeum Rzemiosł i Sztuki Stosowanej, które miało za zadanie popierania drobnego przemysłu. Pomysł stworzenia tego rodzaju muzeum zrodził się w 1892 na "piątkach benniowskich". W 1893 otwarto 4 sale ekspozycyjne z wyrobami rzemieślniczymmi (w Warszawie przy ul. Chmielnej 52). Muzeum stało się rodzajem stałej promocji drobnego rzemiosła krajowego, ułatwiającym kontakt pomiędzy wytwórcą i sprzedawcą. Odbywały się tu wykłady dla młodzieży rzemieślniczej. Należał Benni do grupy inicjującej budowę pomnika Adama Mickiewicza na setną rocznicę urodzin poety i głównym koordynatorem budowy. Aby zdążyć z terminem (odsłonięcie pomnika nastąpiło 24 grudnia 1898) Benni sam konferował z władzami, nadzorował projekt i wykonanie pracy. W latach 1899–1904 Benni był wiceprezesem i prezesem Towarzystwa Zachęty Sztuk Pięknych. Zgodnie z testamentem p. Ludwiki Góreckiej, wnuczki B. Lindego, doprowadził Benni do wybudowania gmachu Towarzystwa Zachęty Sztuk Pięknych w Warszawie (oddanego do użytku 12 grudnia 1900), który powiększono wkrótce o jedno dodatkowe skrzydło (1902). Udało mu się także zdobyć fundusze na zakup najważniejszych dzieł sztuki polskiej, m.in. wykupił obraz Jana Matejki Bitwa pod Grunwaldem z rąk spadkobierców bankiera Jakuba Rosenbluma (wdowa Amelia Rosenblumowa podobno za namową Benniego ofiarowała Zachęcie przysługującą jej część kwoty ze sprzedaży obrazu). Od 1907 stanął jako prezes na czele Towarzystwa Popierania Przemysłu Ludowego, propagującego wśród chłopstwa przemysł chałupniczy i rzemieślniczy w okresie zimowym. Już w 1908 r. powołał B. w dziewięciu miejscowościach Mazowsza warsztaty koszykarskie i tkackie. Stworzył ponadto szkoły, uczące bednarstwa, kołodziejstwa, koronkarstwa i plecionkarstwa. Przekonał do swej inicjatywy Eugenię Kierbedziową, która sfinansowała budowę Muzeum Przemysłu i Techniki w Warszawie (przy ul. Tamka nr 1), w którym mieściły się składy, warsztaty wzorcowe, sklep, muzeum, sala odczytowa. Pod koniec życia (po r. 1914) Benni zamieszkał w samym muzeum, by mieć bezpośrednią pieczę nad całym przedsięwzięciem. Zmarł 20 lutego w Warszawie we własnym mieszkaniu przy ul. Tamki 1. Pochowany trzy dni później (23 lutego 1916) na cmentarzu Powązkowskim w Warszawie (kwatera M, rząd 5, grób 15).

## Publicystyka
Podczas pobytu w Stanach (1877) Benni otrzymał informację o istnieniu nieznanego dotąd w Polsce testamentu Tadeusza Kościuszki w mieście Charlotteville w stanie Wirginia, dotarł do tego dwustronicowego dokumentu i sporządził odpis (później otrzymał odbitkę fotograficzną tegoż testamentu). Tłumaczenie testamentu Kościuszki opublikował Benni na łamach czasopisma "Kłosy" (1881, t. 32, nr 814, s. 77-78).
Ponadto ogłosił 16 publikacji, w większości naukowych z zakresu medycyny. 

## Opinie o Karolu Bennim
Współcześni bardzo cenili zmarłego. Dr A. Puławski tak go scharakteryzował: "Benni był to człowiek czynu, człowiek niespożytej energii i bystrego rozumu. Wielki znawca ludzi i dobry psycholog, posiadał sztukę panowania nad otoczeniem, dochodzenia zawsze do zamierzonego celu. Ale tych darów wrodzonych a cennych nie używał nigdy dla własnej korzyści: nie dążył ani do majątku, ani do rozgłosu. Kierowała jego czynami dobra wola, miłość bliźniego i miłość kraju, który kochał nade wszystko". 

## Upamiętnienie

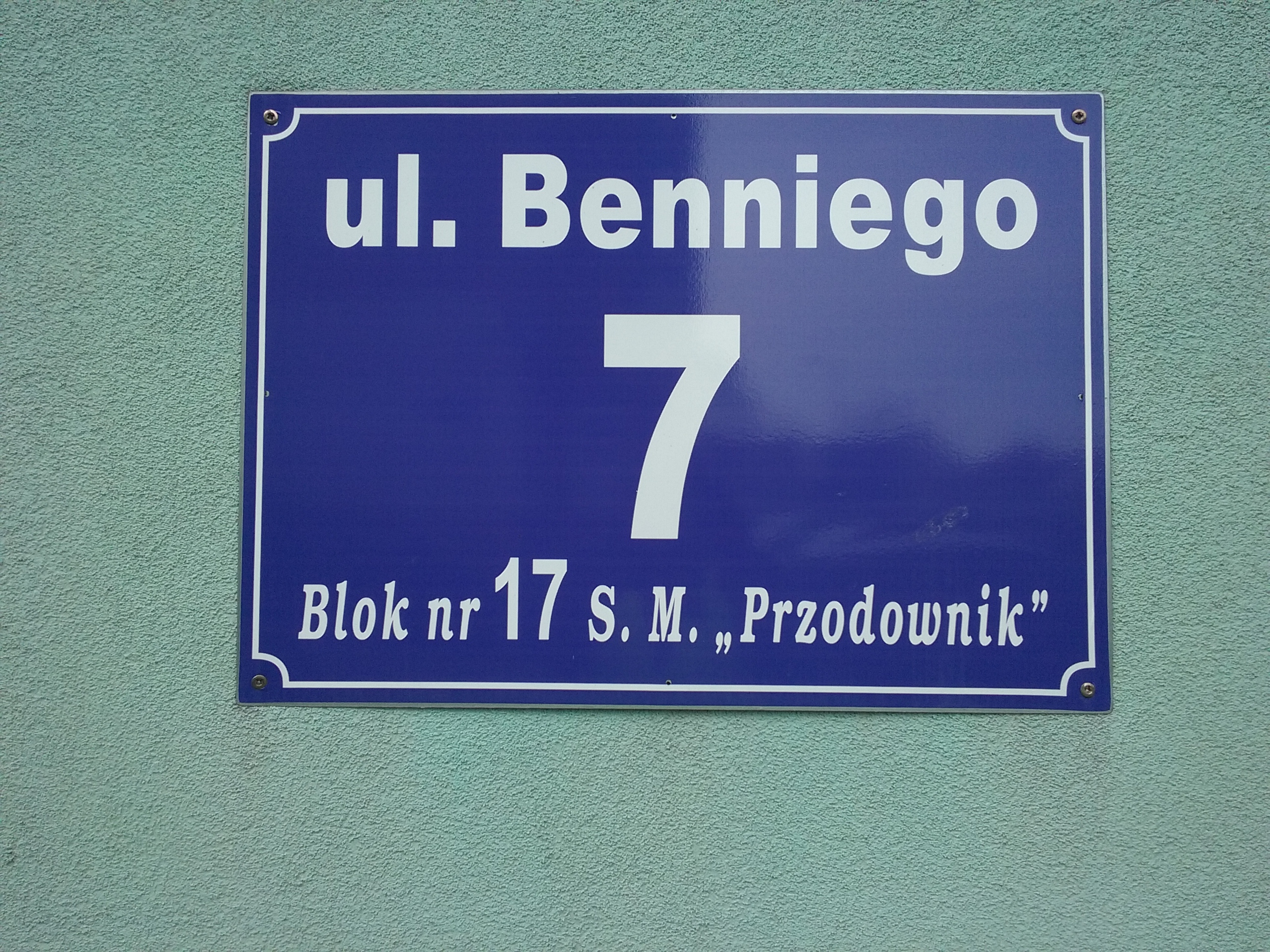
Tabliczka informacyjna na ulicy Benniego w Tomaszowie Mazowieckim

- W latach 1917–1919 wdowa Ludwika Benniowa dla uczczenia swego męża ufundowała w Nałęczowie kaplicę w stylu zakopiańskim pod wezwaniem św. Karola Boromeusza, biskupa Mediolanu i opiekuna chorych, wystawioną tuż obok Zakładu Leczniczego, na terenie pensjonatu "Podgórze". Na tablicy pamiątkowej widnieje napis: "Piękną tę kaplicę zbudowaną przez Ludwikę Benni dla uczczenia pamięci swego męża, który nosił imię Karola, poleca się opiece tych wszystkich, którzy wstępują do tego świętego miejsca".

- W rodzinnym mieście - Tomaszowie Mazowieckim, Karol Benni jest patronem jednej z ulic przy Tomaszowskim Centrum Zdrowia. Ulica Benniego krzyżuje się z ulicą innego lekarza o tomaszowskich korzeniach, Seweryna Sterlinga.